# Rund um Köln 2025
Il Rund um Köln 2025, centosettesima edizione della corsa e valevole come evento dell'UCI Europe Tour 2025 categoria 1.1, si svolse il 18 maggio 2025 su un percorso di 181 km, con partenza e arrivo a Colonia, in Germania. La vittoria fu appannaggio del britannico Matthew Brennan, il quale completò il percorso in 3h56'56", alla media di 45,836 km/h, precedendo l'eritreo Biniam Girmay e l'israeliano Itamar Einhorn.
Sul traguardo di Colonia 126 ciclisti, dei 142 partiti dalla medesima località, hanno portato a termine la competizione.

## Squadre e corridori partecipanti
| N.      | Cod. | Squadra                 |
| ------- | ---- | ----------------------- |
| 1-7     | TPP  | Team Picnic PostNL      |
| 11-17   | RBH  | Red Bull-Bora-Hansgrohe |
| 21-27   | IWA  | Intermarché-Wanty       |
| 31-37   | ADC  | Alpecin-Deceuninck      |
| 41-47   | ARK  | Arkéa-B&B Hotels        |
| 11-17   | DEU  | Germania                |
| 61-67   | TUD  | Tudor Pro Cycling Team  |
| 71-77   | IPT  | Israel-Premier Tech     |
| 81-87   | LOT  | Lotto                   |
| 91-97   | TFB  | Team Flanders-Baloise   |
| 101-106 | TEN  | TotalEnergies           |

| N.      | Cod. | Squadra                       |
| ------- | ---- | ----------------------------- |
| 111-117 | WB2  | Wagner Bazin WB               |
| 121-127 | VLD  | Team Visma-Lease a Bike Dev.  |
| 131-137 | RRN  | REMBE rad-net                 |
| 141-147 | LKH  | Team Lotto Kern-Haus PSD Bank |
| 151-157 | BAI  | Bike Aid                      |
| 161-167 | BUB  | Benotti Berthold              |
| 171-177 | RRW  | Run & Race-Wibatech           |
| 181-187 | MCT  | MyVelo Pro Cycling Team       |
| 191-197 | TSM  | Team Storck-Metropol Cycling  |
| 201-207 | VBG  | Team Vorarlberg               |

## Ordine d'arrivo (Top 10)
| Pos. | Corridore           | Squadra       | Tempo    |
| ---- | ------------------- | ------------- | -------- |
| 1    | Matthew Brennan     | Visma DT      | 3h56'56" |
| 2    | Biniam Girmay       | Intermarché   | s.t.     |
| 3    | Itamar Einhorn      | Israel        | s.t.     |
| 4    | Henri Uhlig         | Alpecin       | s.t.     |
| 5    | Milan Menten        | Lotto         | s.t.     |
| 6    | Amaury Capiot       | Arkéa         | s.t.     |
| 7    | Pavel Bittner       | Picnic        | s.t.     |
| 8    | Lucas Boniface      | TotalEnergies | s.t.     |
| 9    | Jordi Meeus         | Red Bull      | s.t.     |
| 10   | Valentin Retailleau | TotalEnergies | s.t.     |